# Welgelegen (Akkrum)
Welgelegen is het gebouw Heechein 5-23 in Akkrum in de Nederlandse provincie Friesland.

## Geschiedenis
Welgelegen werd in 1924 gesticht door Suster van der Vegt. De rij woningen voor ongehuwde vrouwen en weduwen werd in 1928 gebouwd naar ontwerp van architect S.F. Hoekstra (zijn vader was architect van Coopersburg). Het gebouw met expressionistische kenmerken heeft een middenrisaliet en twee vleugels met elk 5 woningen.
Op het terrein van Welgelegen stond al een achtkantige theekoepel uit de 18e eeuw. Deze was gebouwd in opdracht van grietman Augustinus Lycklama à Nijeholt. De tuin werd in 1929 aangelegd naar ontwerp van W.J. Verdenius. Het gebouw, de theekoepel en de tuin zijn rijksmonumenten.

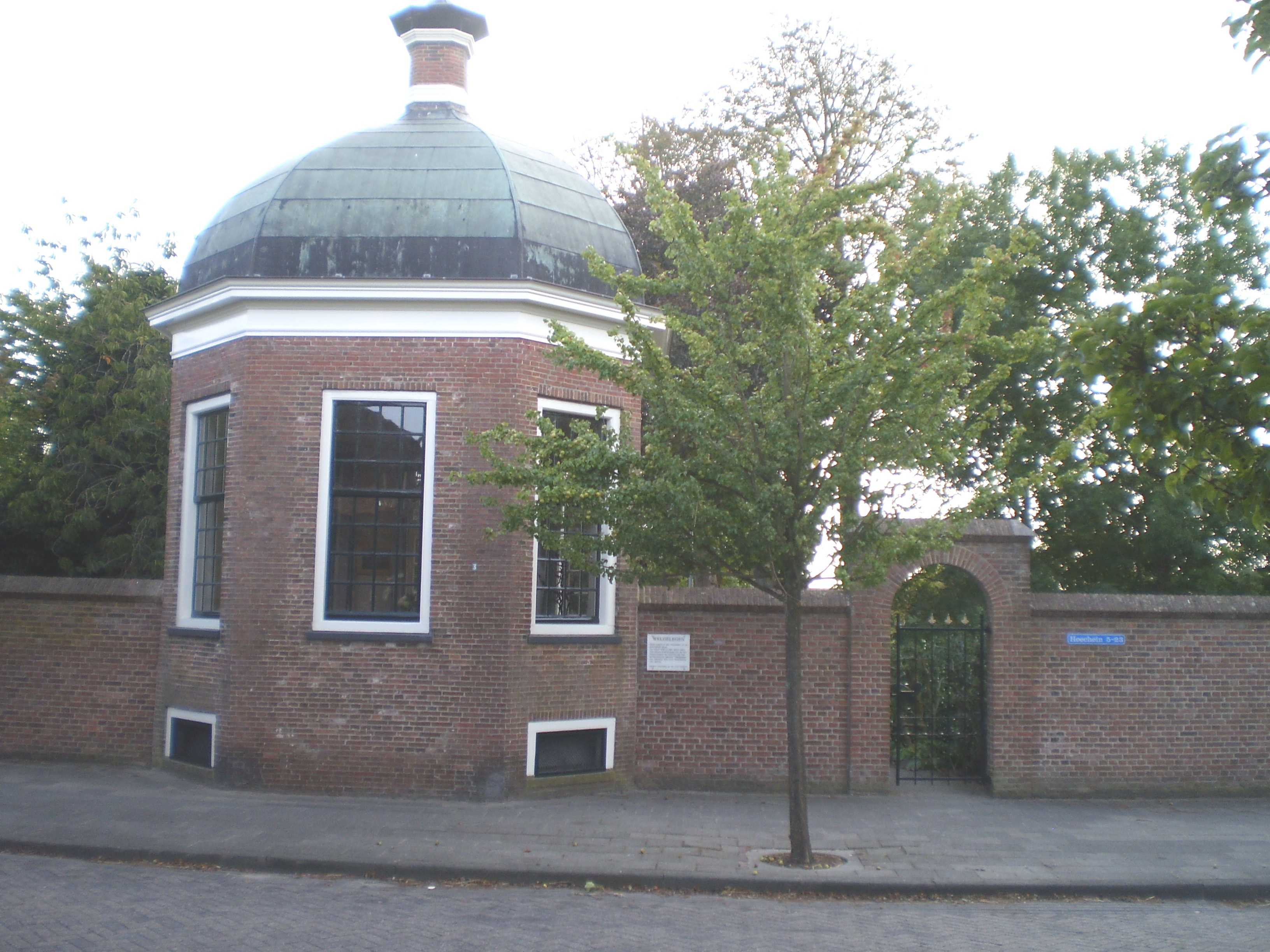
Theekoepel (2009)
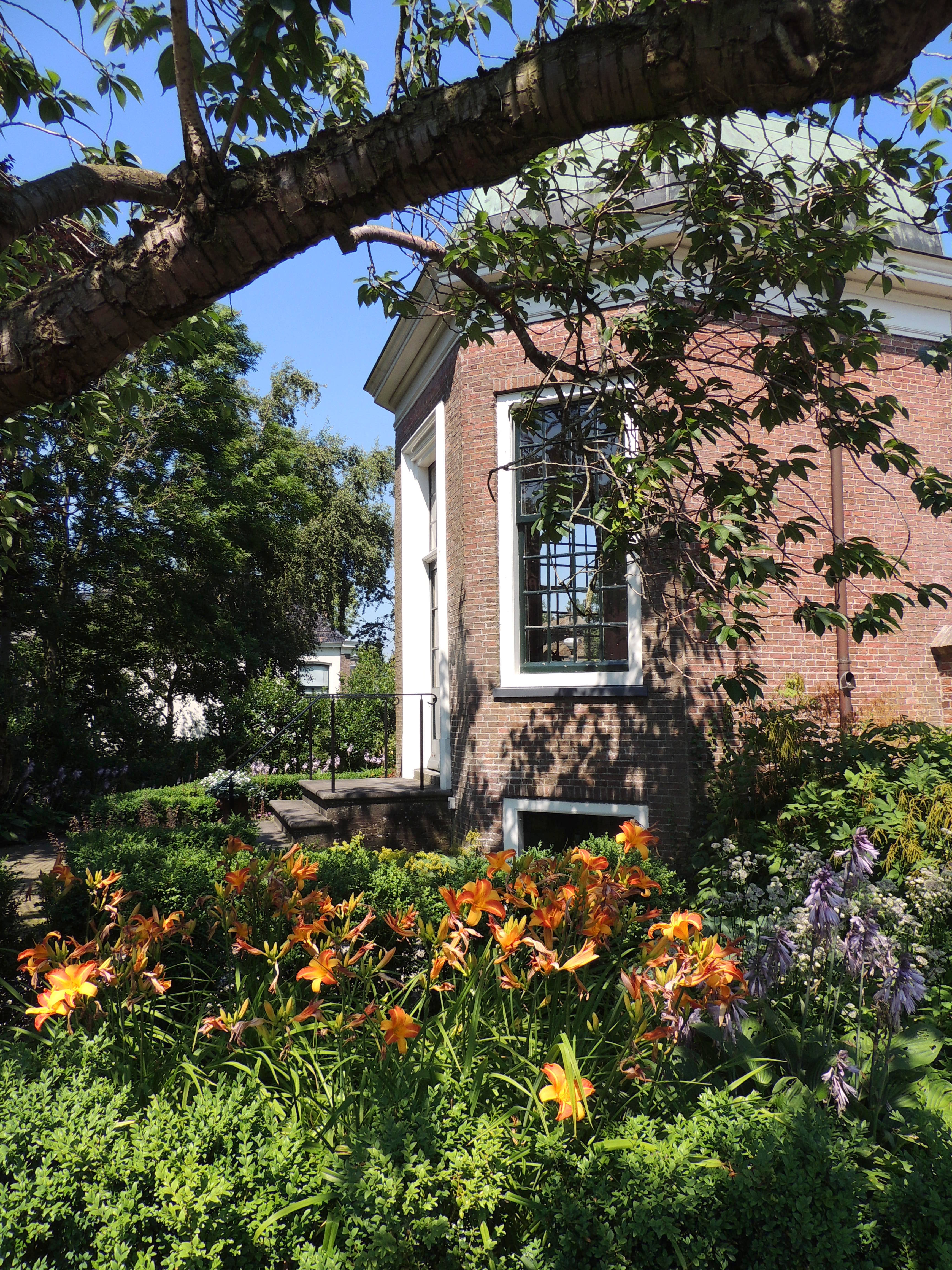
Tuin en theekoepel (2012)